# 由良車站
由良車站（日语：／ Yura eki */?）是位於日本鳥取縣北榮町由良宿，屬於西日本旅客鐵道山陰本線的鐵路車站，別稱為「柯南車站」。
車站由西日本旅客鐵道的鳥取鐵道部負責管理，車站業務則委託西日本旅客鐵道旗下的JR西日本米子維護負責。
山陰本線上行駛於鳥取及出雲市之間的快速列車鳥取快車有約半數的車次會在本站停靠。

## 歷史
1903年官設鐵道自米子向東延伸至倉吉，同時在此設立由良車站，最初同時有辦理貨運業務，但貨運業務已在1972年停辦。1987年國鐵分割民營化後，隸屬西日本旅客鐵道。
2007年北榮町在道之站大榮旁設立了青山剛昌故鄉館，開始吸引眾多觀光客經由由良車站前往該館，此後名偵探柯南也成為本地的觀光象徵；經北榮町公所向西日本旅客鐵道爭取後，2013年由良站開始使用柯南站作為別稱，同時也在站舍旁新設觀光案內所。

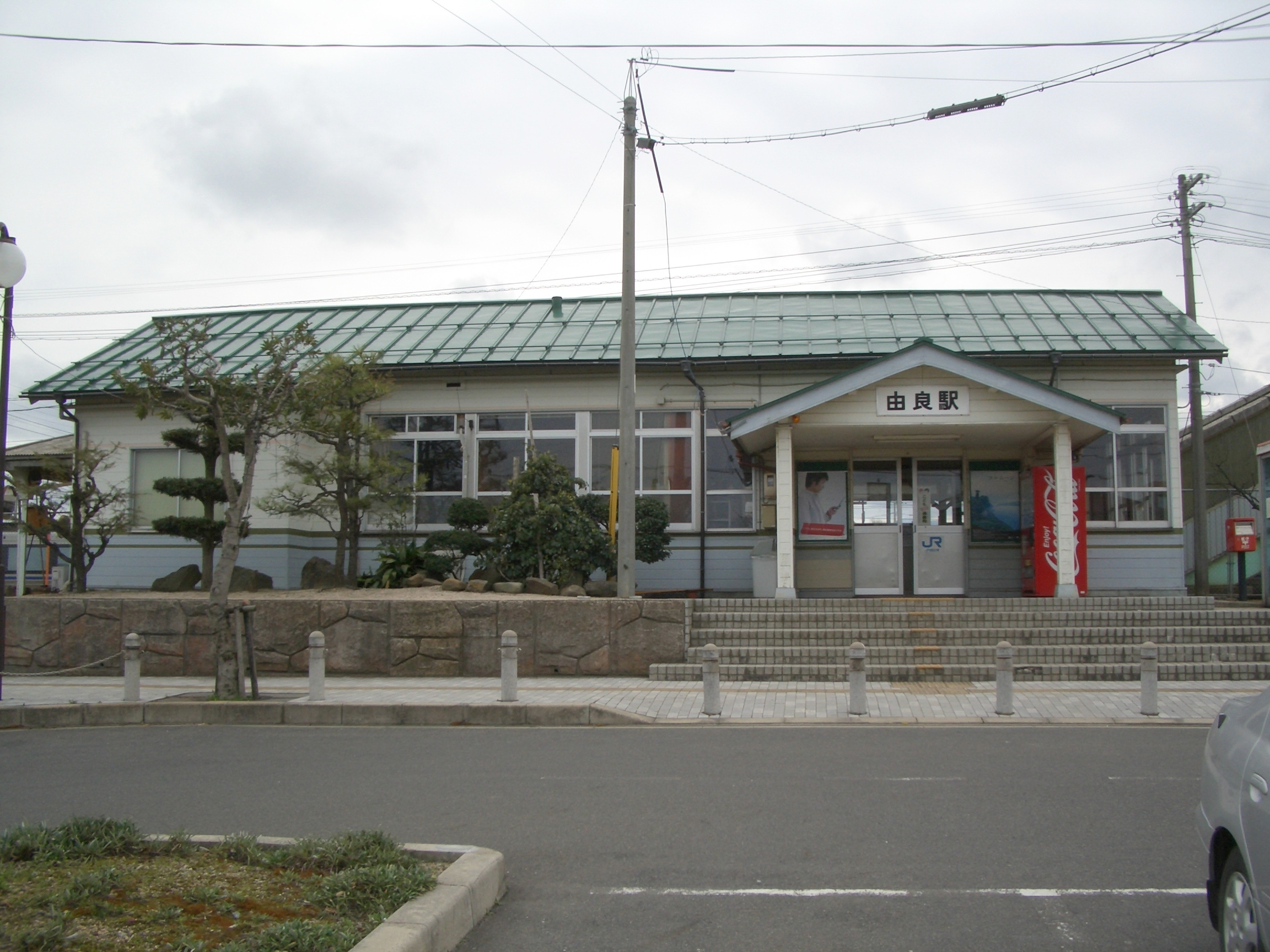
2007年的車站外觀

## 車站結構

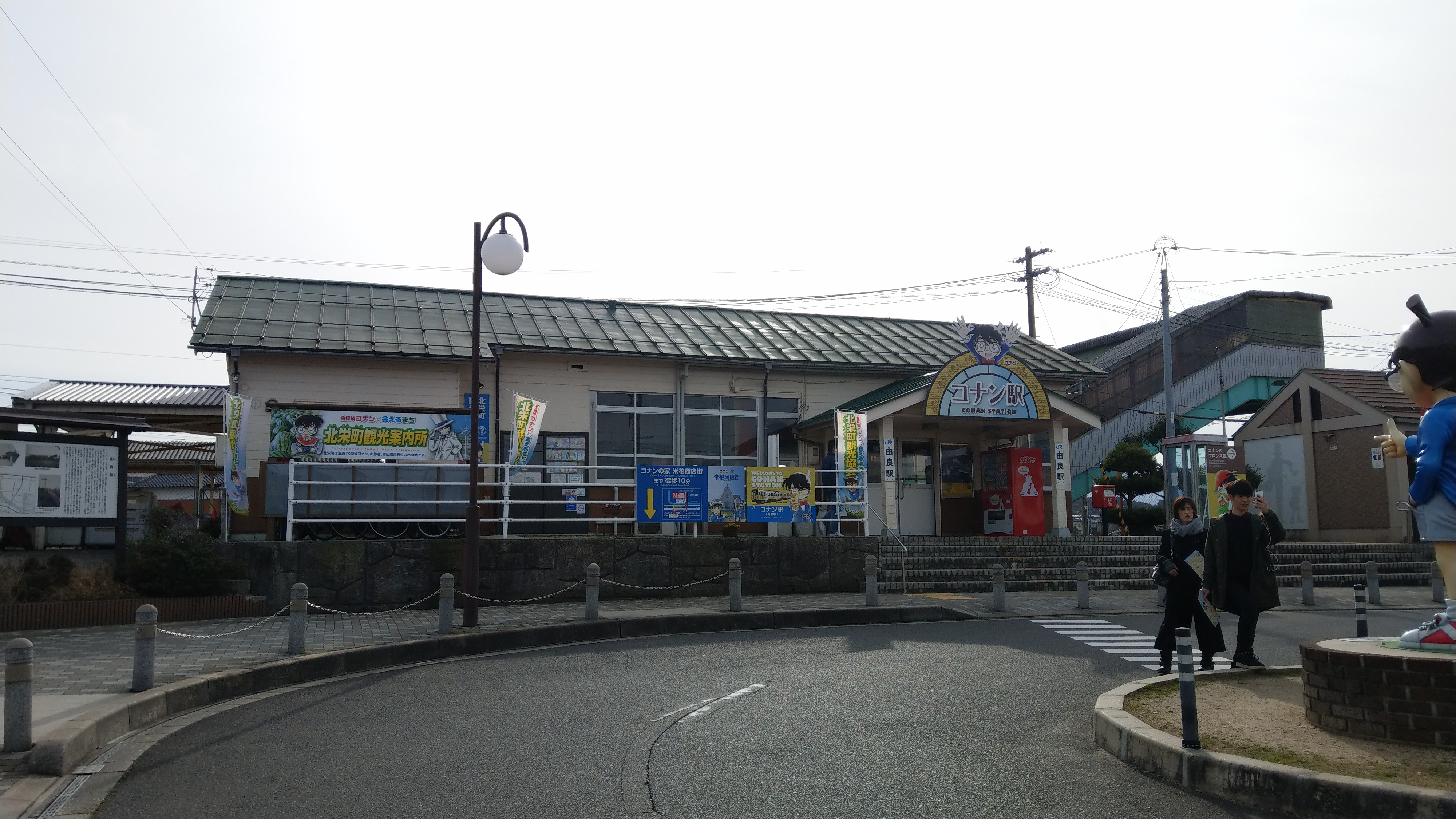
車站外觀

由良車站的月台為側式、島式各一的2面3線地面月台。
1號月台為車站旁的側式月台，同時也是上下行的本線，多數列車均於此停靠或通過，2號、3號月台為島式月台，須經由跨線橋往返。
以倉吉車站為終點站的特別急行列車超級白兔號列車，部分列車在抵達倉吉車站後，會繼續駛至本站，再掉頭折返倉吉車站。

### 月台配置
| 月台 | 路線     | 方向 | 目的地         | 備註               |
| ---- | -------- | ---- | -------------- | ------------------ |
| 1    | 山陰本線 | 上行 | 倉吉、鳥取方向 | 通常停靠於此月台   |
| 1    | 山陰本線 | 下行 | 浦安、米子方向 | 通常停靠於此月台   |
| 2    | 山陰本線 | 下行 | 浦安、米子方向 | 待避時             |
| 3    | 山陰本線 | 上行 | 倉吉、鳥取方向 | 待避、通過列車待避 |
| 3    | 山陰本線 | 下行 | 浦安、米子方向 | 部分待避列車停靠   |

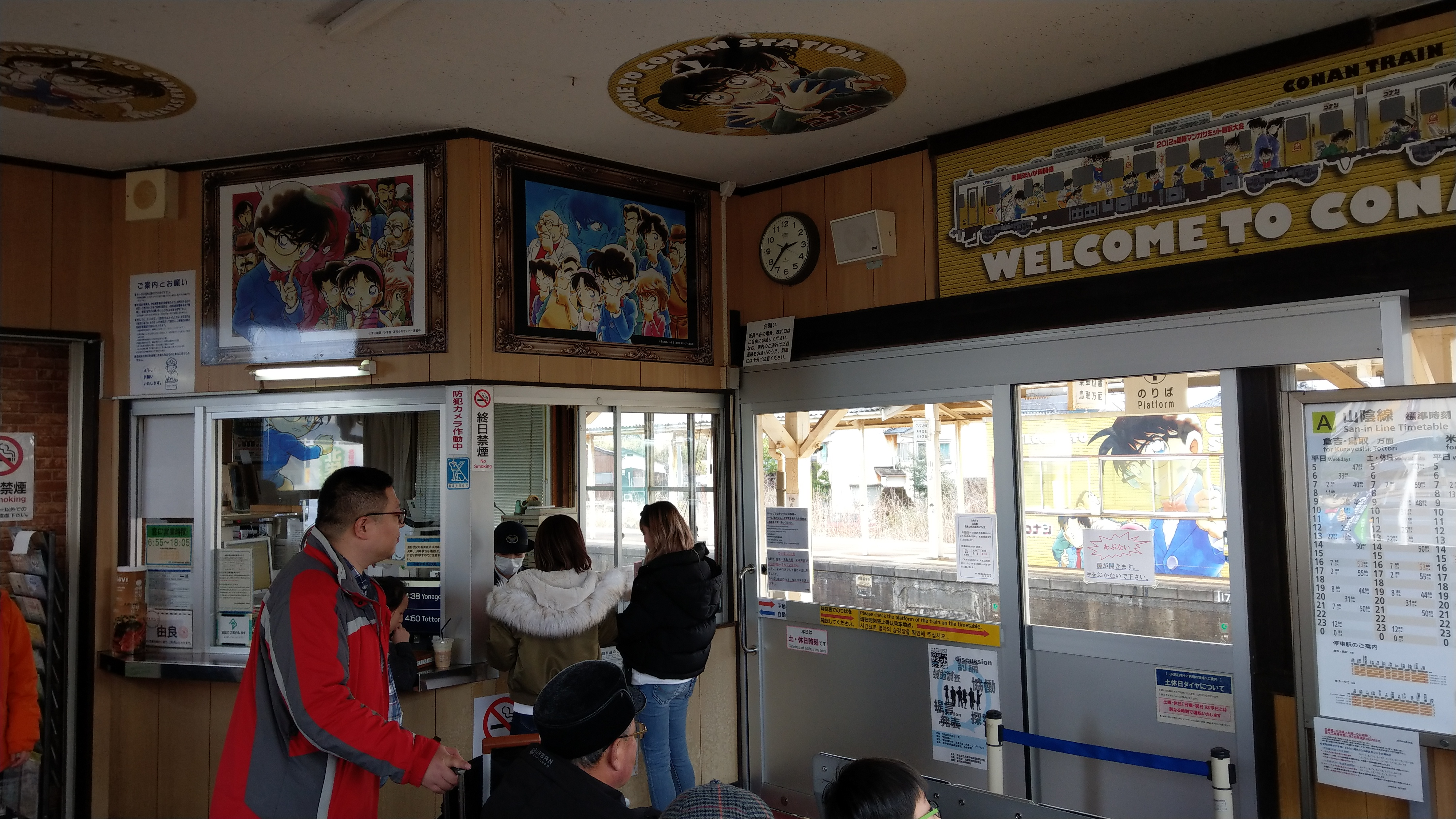
站內業務窗口
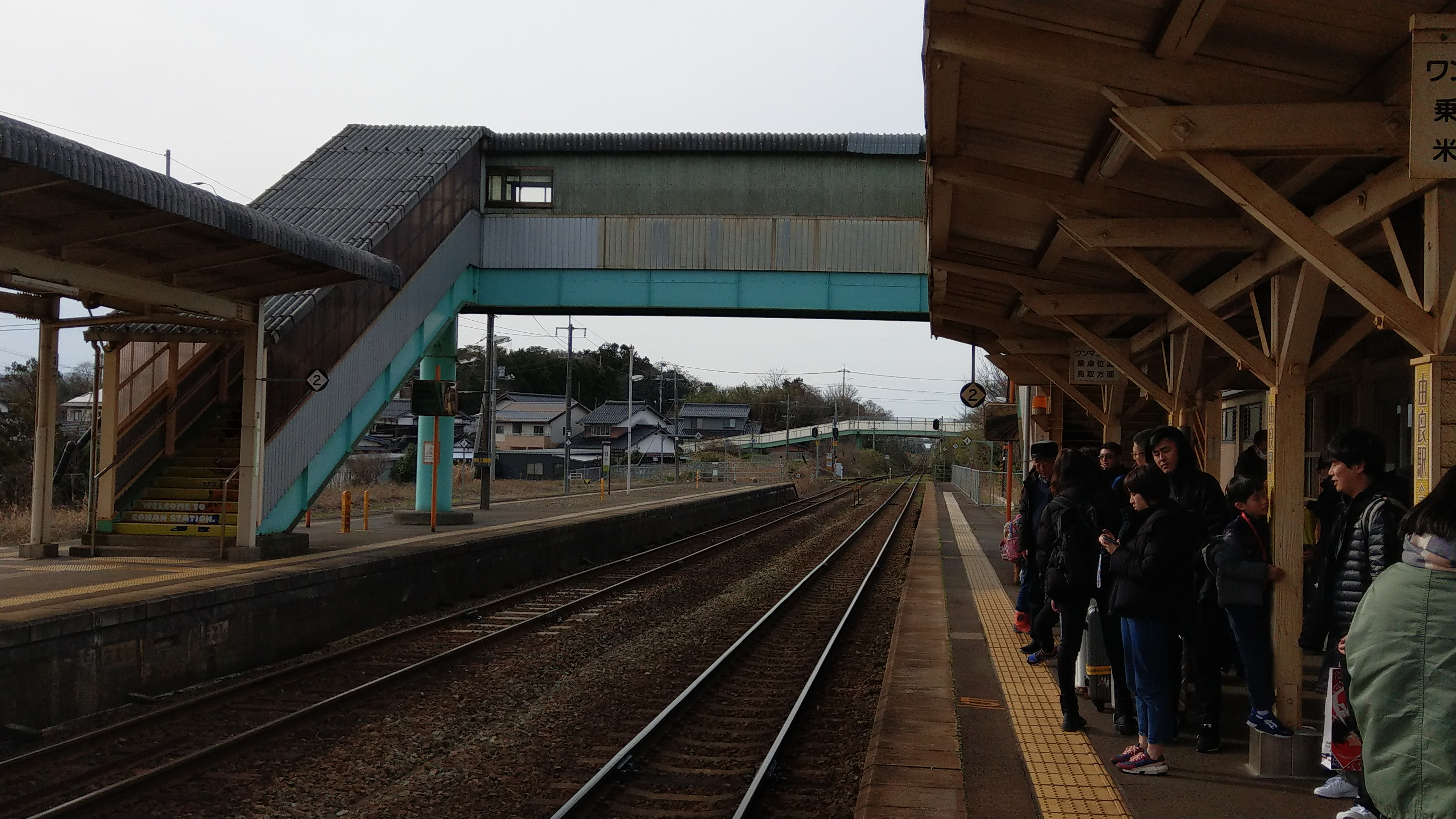
車站月台，右側為1號月台，左側鐵路對面為2號月台
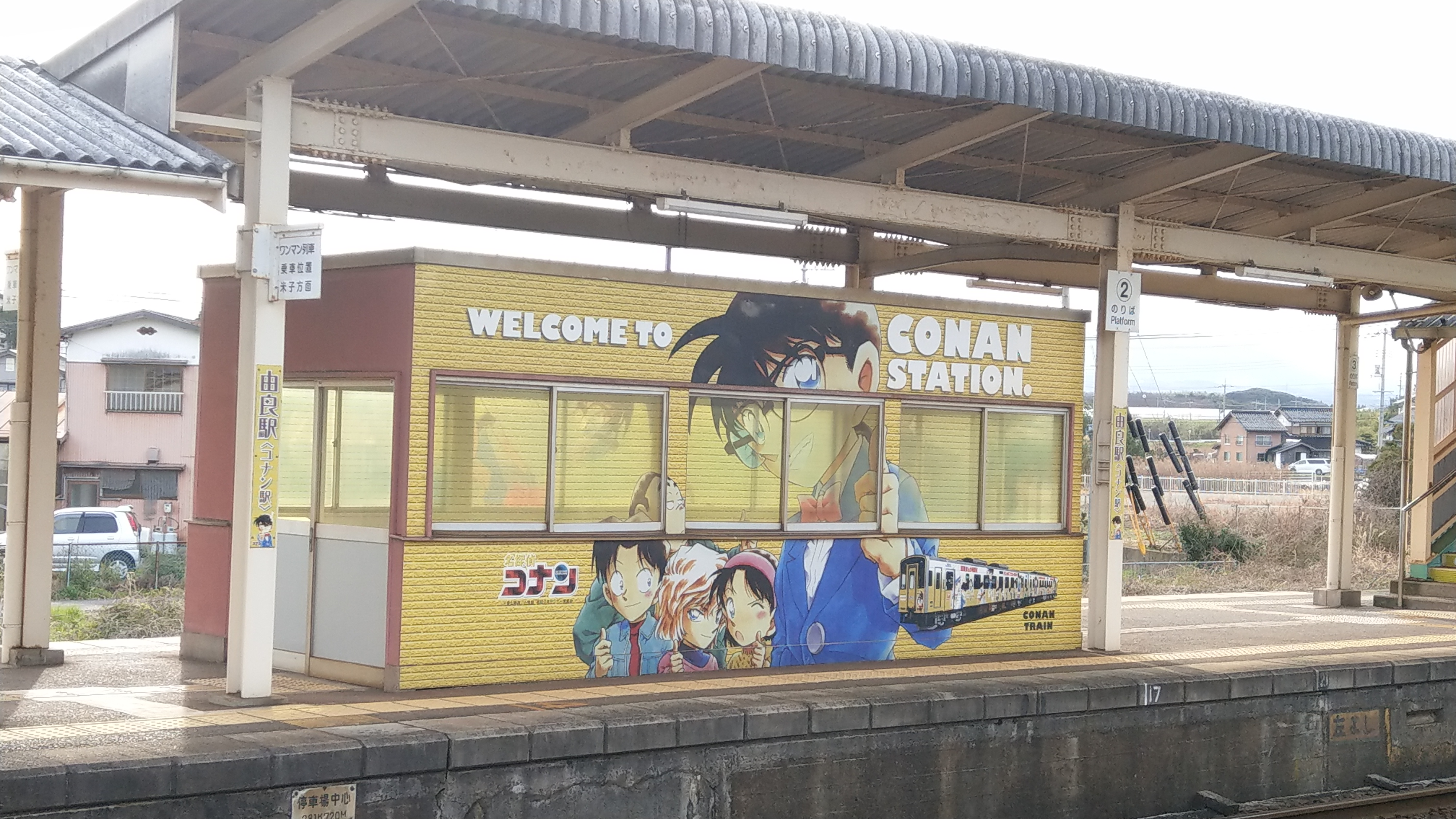
2號月台的候車室
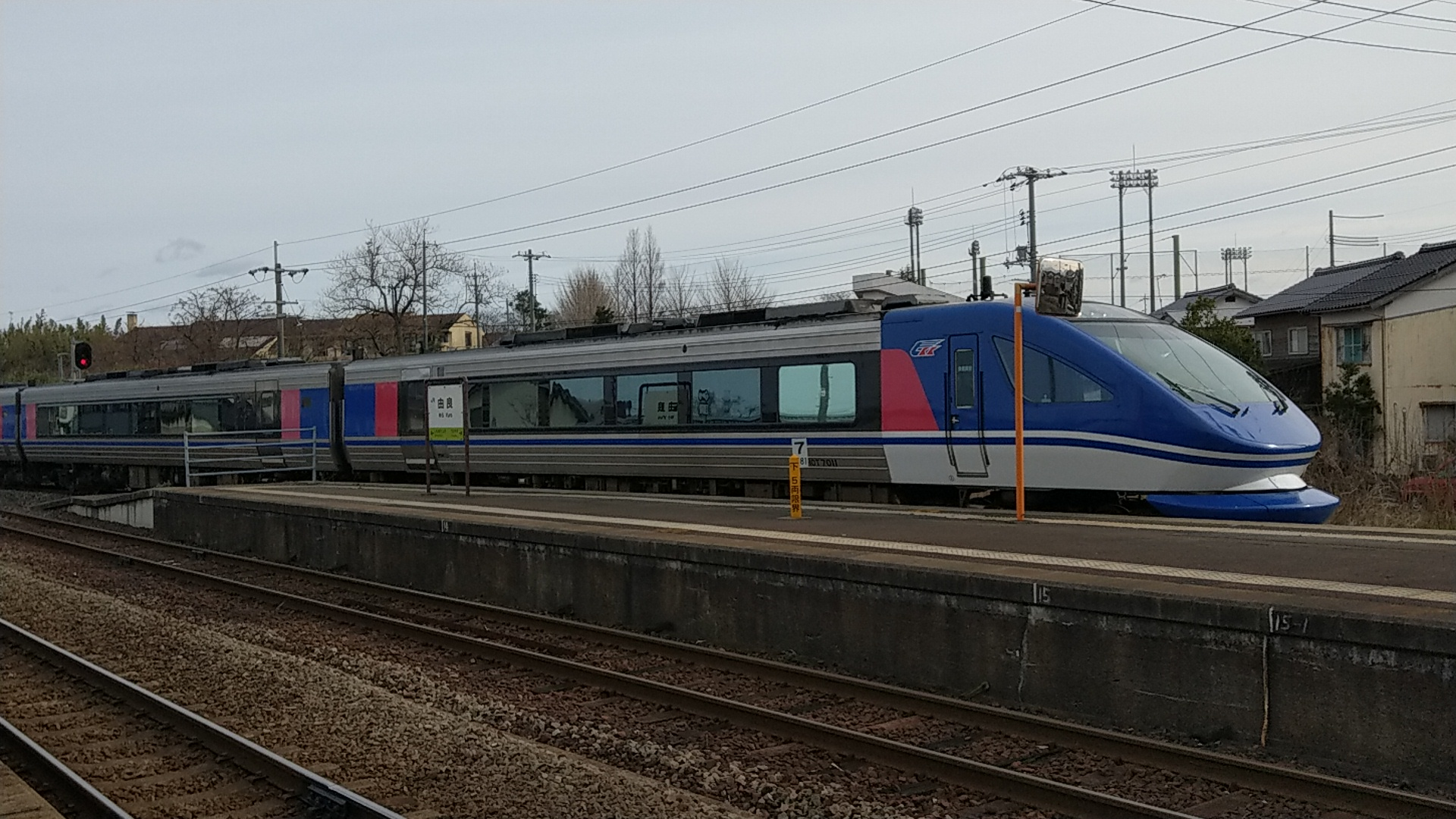
正在駛入由良車站3號月台的超級白兔號列車
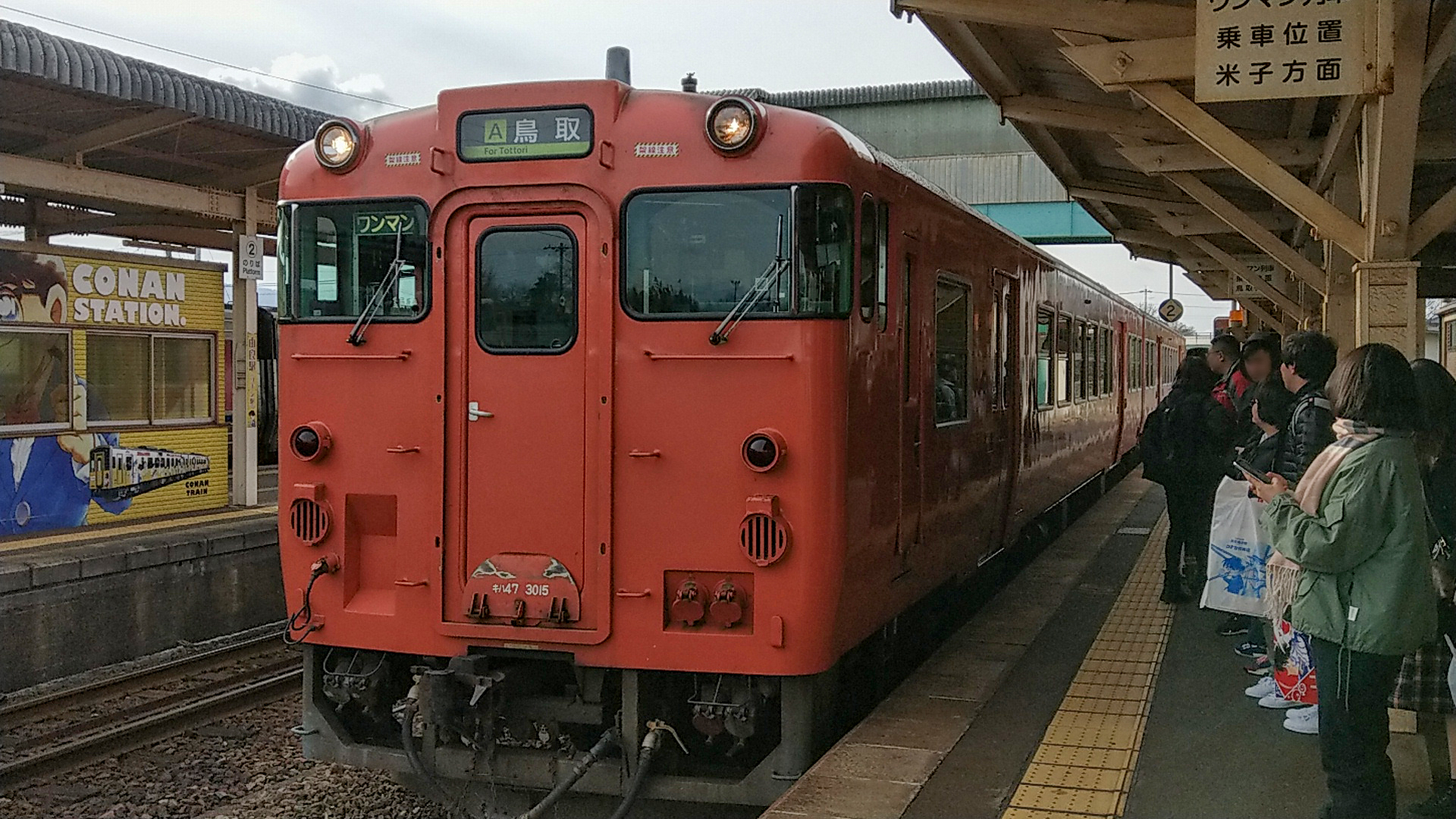
停靠於1號月台的列車

## 車站周邊

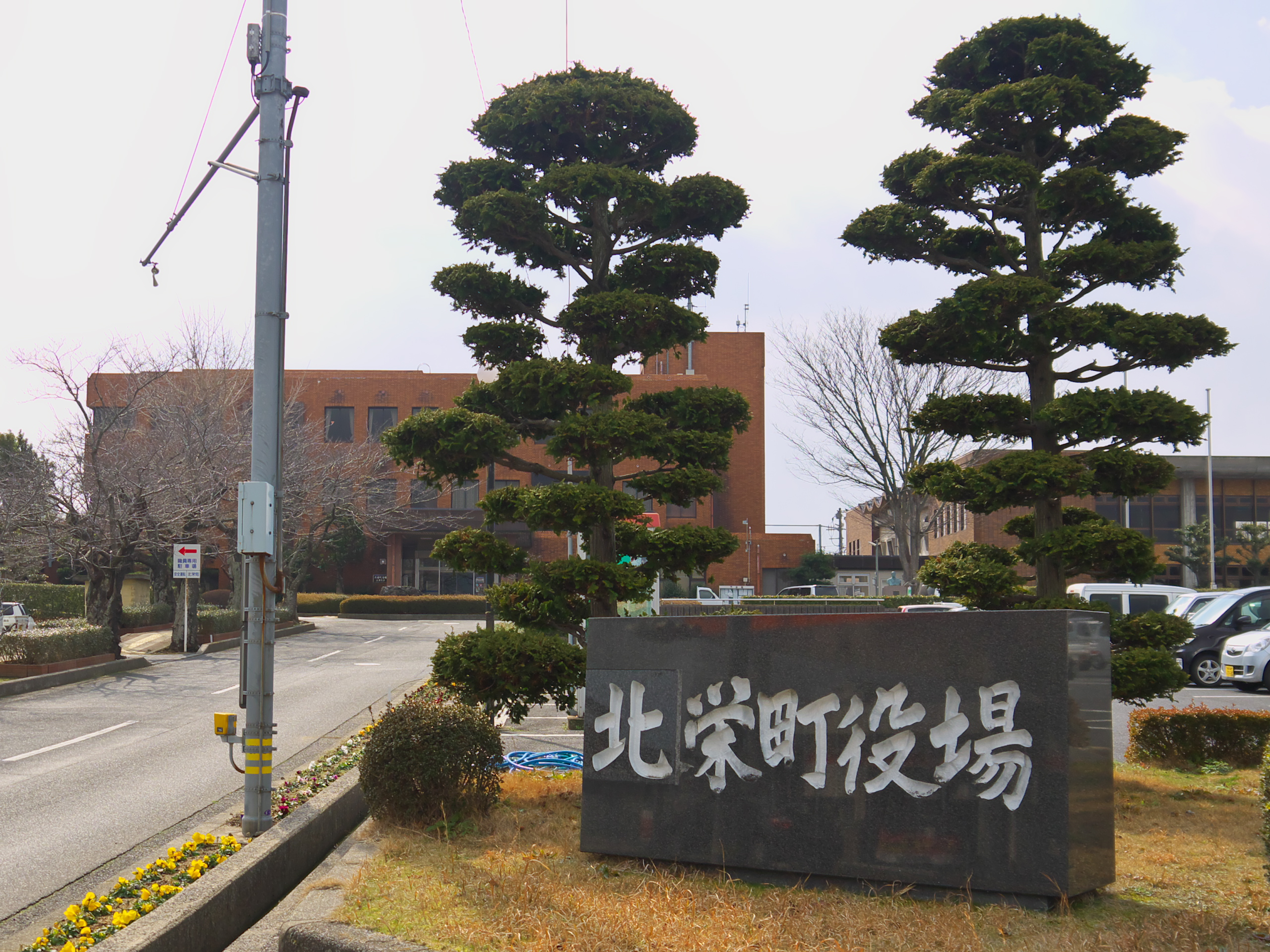
北榮町公所大榮廳舍

由於漫畫家青山剛昌出身於本地，在就讀大學前都生活於此；為促進北榮町的觀光發展，從站前廣場開始一直到道之站大榮這段長約1,500公尺的路段設有大量其代表作品『名探偵柯南』的人物雕像。
- 北榮町公所大榮廳舍
- 鳥取中央農業協同組合（日语：鳥取中央農業協同組合）大榮支所
- 北榮町立圖書館
- 北榮町觀光案內所
- 北榮町中央公民館
- 倉吉警察署（日语：倉吉警察署）由良宿駐在所
- 由良郵局
- 鳥取銀行大榮支店
- 山陰合同銀行大榮出張所
- 倉吉信用金庫（日语：倉吉信用金庫）
- 鳥取縣立鳥取中央育英高等學校（日语：鳥取県立鳥取中央育英高等学校）
- 北栄町立大榮中學校（日语：北栄町立大栄中学校）
- 北栄町立大榮小學校（日语：北栄町立大栄小学校）
- 青山剛昌故鄉館
- 由良計程車（日语：由良タクシー (鳥取県)）
- 鳥取縣道167號由良停車場線（柯南大道）
- 鳥取縣道320號羽合東伯線（日语：鳥取県道320号羽合東伯線）

## 巴士
在由良車站停靠的客運路線有日交巴士的北條線和日之丸巴士的赤碕線，可往東至倉吉市市區，或往西至琴浦町。

## 相鄰車站
西日本旅客鐵道
 山陰本線
下北條－由良－浦安

## 外部連結
- （日語） 由良車站情報 （页面存档备份，存于） - JR西日本